# Terao Tsunefumi
Terao Tsunefumi (jap. 寺尾 常史, eig. Fukuzono Yoshifumi (福薗 好文); * 2. Februar 1963 in Kirishima, Präfektur Kagoshima; † 17. Dezember 2023) war ein japanischer Sumōringer.

## Biografie
Terao war einer der drei Söhne des ehemaligen Sekiwake Tsurugamine. Seine älteren Brüder sind der ehemalige Jūryō-Ringer Kakureizan und der frühere Sekiwake Sakahoko. Alle drei traten für den väterlichen Ringerstall Izutsu-beya an. Während seine beiden Brüder 1975 bzw. 1978 ihre Laufbahn als Sumōringer begannen, entschloss sich Terao erst nach dem frühen Tod seiner Mutter im Mai 1979, sein Glück ebenfalls im Sumōringen zu versuchen, und gab im Juli des Jahres sein Debüt. Zum Andenken an seine Mutter wählte er ihren Geburtsnamen Terao als seinen Kampfnamen.
Es folgte eine über 23-jährige Zeit als aktiver Ringer. Anlässlich seines Eintritts in die Juryo-Division im Juli 1984 nannte er sich kurzzeitig um in „Genjiyama“, nahm aber bald wieder seinen gewohnten Shikona an. Die meiste Zeit kämpfte Terao in der Makuuchi-Division, davon 90 aufeinanderfolgende Turniere in dieser Klasse – nur Takamiyama und Kaiō schafften mehr. Diese Serie wurde 1997 beendet, als er sich einen Zeh brach und vorübergehend abstieg. Seine stärkste Zeit hatte er aber lange vorher, zwischen 1989 und 1991, als er acht Turniere lang in den Sanyaku-Rängen verbleiben konnte. Er konnte sich jedoch auch später noch gegen Spitzenkämpfer durchsetzen und besiegte noch im Alter von 36 Jahren Takanohana. Im Jahr 2001 musste Terao abermals in die Juryo absteigen, und Ende 2002 entschied er sich für den Rückzug aus dem Sport. Zu diesem Zeitpunkt war er nur noch auf Juryo 11 Ost platziert.
Als aktiver Kämpfer galt Terao als Frauenschwarm. Tatsächlich war er im Vergleich zu seinen Kollegen eine fast schlank zu nennende Erscheinung. Entsprechend konnte er sich nicht zu sehr auf Nahkämpfe einlassen, in denen schwerere Kämpfer im Vorteil sind. Terao hingegen setzte seinen Geschwindigkeitsvorteil in Tsuppari-Schlagtechniken und Stoßtechniken ein (Tsuki/Oshi) ein. In seiner aktiven Zeit erreichte er so sieben Sonderpreise und ebenfalls sieben Kinboshi, d. h. Siege als Maegashira über einen Yokozuna. Gegen den Großmeister Ōnokuni entschied er sogar 6 von 14 Begegnungen für sich.
Nachdem Terao seine Ringerkarriere beendet hatte, arbeitete er zunächst für seinen Bruder Sakahoko, der mittlerweile den Izutsu-beya leitete. Im Januar 2004 gründete er seinen eigenen Ringerstall, den Shikoroyama-beya. Ein bekannter Ringer aus dieser Schule ist Homasho Yosuke.
Terao Tsunefumi starb am 17. Dezember 2023 im Alter von 60 Jahren.